# Extratour
Extratour war eine von 17. Januar 1985 bis 13. April 1989 von Radio Bremen im Fernsehen live ausgestrahlte Musik- und Comedysendung, die als Nachfolger vom Musikladen einmal im Vierteljahr donnerstags um 21.03 Uhr unter der Regie von Michael Leckebusch lief.

## Die Sendung

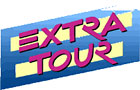
Logo von Extratour

Zu den Moderatoren gehörten unter anderem Margarethe Schreinemakers und Stefan Viering. Christian Berg und Michael Geyer waren als Außenreporter unterwegs und sorgten für kuriose Dinge, wie etwa dem Vorlesen der Weihnachtskarten kurz vor Weihnachten im Verteilzentrum der Post. Eine der spektakulärsten Aktionen des Extratour Magazins richtete sich gegen das Kriegerdenkmal am Hamburger Dammtor. Dabei wurden Hamburger dazu aufgefordert, das Denkmal nach Art des Verpackungskünstlers Christo mit mitgebrachten Decken, Tüchern und Bettlaken einzuwickeln.
Musikalische Gäste waren vorwiegend damalige Stars der Hitparaden wie zum Beispiel Depeche Mode, Tiffany oder T’Pau.
Die kabarettistische Einlagen bestanden meistens aus politischem Kabarett. Hier hatte unter anderem der Kabarettist Bruno Jonas seinen festen Platz.
Gezeichnete Cartoons wurden mit den von einem hockenden kleinen Kind gesprochenen Worten „Achtung, jetzt kommt ein Karton!“ eingeleitet. Das Kind wurde aus dem Off korrigiert: „Das heißt Cartoon.“ Das Kind wiederholte die eigenen Worte, worauf ein großer mit „Cartoon“ beschrifteter Karton mit der offenen Seite nach unten auf das Kind fiel.
Insgesamt wurde die Sendung 19-mal ausgestrahlt. 1987 erhielten Birgitt Reckmeyer und Rolf B. Tiesler als Redakteure der Sendung einen Adolf-Grimme-Preis mit Silber, weil Radio Bremen, wie die Jury feststellte, damit „ein genuines Fernsehkabarett gelungen“ sei, „eines, das kräftig und unbekümmert den Vergreisungstendenzen des Mediums entgegenarbeitet“.